# Viola pseudogracilis
Viola pseudogracilis (A.Terracc.) Strobl ex Degen & Dörfl. – gatunek roślin z rodziny fiołkowatych (Violaceae). Występuje endemicznie we Włoszech – w środkowych i południowych Apeninach. 

## Morfologia
PokrójBylina dorastająca do 5–20 cm wysokości, tworzy kłącza. Pędy są nagie lub prawie bezwłose.
LiścieBlaszka liściowa ma kształt od owalnego do okrągławego lub lancetowatego. Mierzy 1–2 cm długości, jest ząbkowana na brzegu, ma ściętą lub zaokrągloną nasadę i tępy wierzchołek. Ogonek liściowy jest nagi i ma 1–6 cm długości. Przylistki są pierzasto-dzielne i osiągają 10–20 mm długości.
KwiatyPojedyncze, osadzone na szypułkach wyrastających z kątów pędów. Mają 5 działek kielicha o lancetowatym kształcie. Korona kwiatu mierzy 3 cm średnicy. Płatków jest 5, mają fioletową, żółtą lub bladożółtą barwę, płatki górne są poszerzone u nasady, płatki boczne są odwrotnie jajowate, z kolei płatek dolny posiada ostrogę o długości 10 mm.

## Biologia i ekologia
Rośnie na murawach i terenach skalistych. Występuje na wysokości od 800 do 1400 m n.p.m. Kwitnie od kwietnia do czerwca. 